# Johannes Hancke
Johannes Hancke (también Jan Hancke; Joannes Hancke; Nysa, 2 de febrero de 1644-Brno, 24 de agosto de 1713) profesor de teología y matemático jesuita alemán.
Johannes Hancke se unió a la orden de los jesuitas en 1664. Después del noviciado en Brno, estudió teología desde 1670 hasta 1674 en las universidades jesuitas de Breslau y Praga y publicó su Theses Mathematicae en 1976.
Enseñó matemáticas y teología en Praga y en la Universidad Palacký en Olomouc y la Universidad de Breslau.

## Obra
- Positiones ex universa theologie scholastice. 1672
- Genesis montium propositionibus physico-mathematici illustrata. 1680
- Tenebrae summatim illustratae sive doctrina eclipsium … Christophorus Küchler, Mainz 1682[2]
- Praedictio astronomica solaris deliquii ad annum 1684. 1683
- Horologium nocturnum magneticum. 1683
- conKaspar Neumann: Exercitatio catoptrica de idolo speculi. Baumann, Breslau 1685
- Litera de cogitata et Romae agitata reformatione calendarii Gregoriani. 1702